# Westerwald

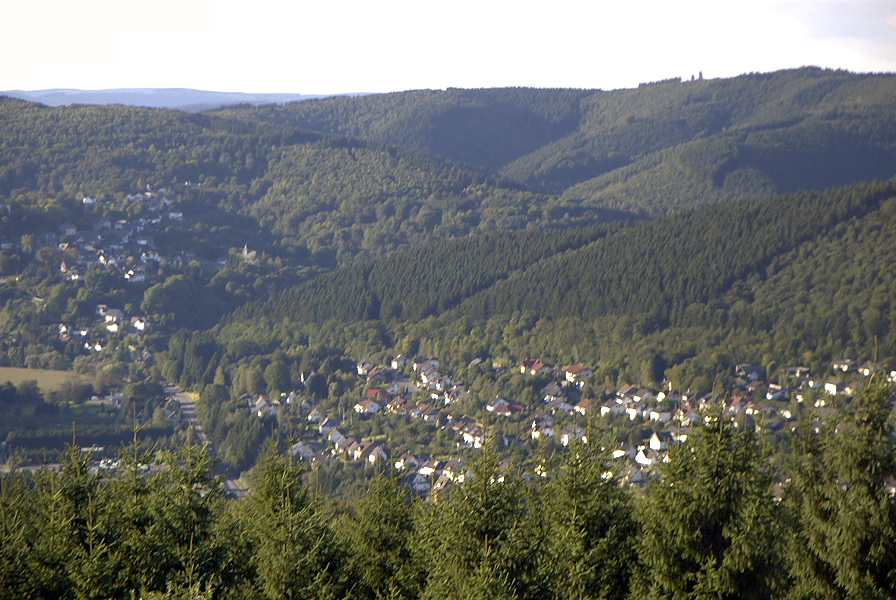
Paisagem da parte norte de Westerwald (fotografada da Ottoturm, arredores de Kirchen-Herkersdorf.

Westerwald (literalmente Floresta Ocidental) é uma cadeia montanhosa do oeste da Alemanha cuja máxima altitude é de 657 m no monte Fuchskaute. La cadeia montanhosa estende-se por três estados federais Renânia-Palatinado, Hesse e Renânia do Norte-Vestfália. É uma região vulcânica que pertence à Província vulcânica cenozóica da Europa Central. 